# 김용 호종일기
김용 호종일기(金涌 扈從日記)는 조선조 관료인 김용(1557∼1620)이 임진왜란 때에 선조가 의주로 피난 중 임금을 호종하였을 때 직접 쓴 일기이다. 1968년 12월 19일 대한민국의 보물 제484호로 지정되었다.

## 개요
김용 호종일기(金涌 扈從日記)는 조선조 관료인 김용(1557∼1620)이 임진왜란 때에 선조가 의주로 피난 중 임금을 호종하였을 때 직접 쓴 일기이다.
김용은 안동출신으로 과거에 급제하여 벼슬길에 올랐으나, 일찍 벼슬을 그만두고 낙향하였는데 그 후 임진왜란이 터지자 임금이 피난한 곳으로 달려가 왕을 수행하였다. 후에는『선조실록』을 펴내는 일에 참여하기도 했다.
작성기간은 1593년 8월∼1594년 6월까지 약 1년간이다. 표지에는『운천선조호종일기』라고 썼다. 이 자료는 후에 잊혀졌다가 1925년 9월에 발견되어 3책으로 장첩하였다. 호종일기는 평화시의『승정원일기』와 유사한 것이나, 임진왜란 중 행래소에서 사관들이 호종하면서 당시의 모든 정사를 기록한 것으로 일차적인 역사적 자료로서의 값진 기록이다.
더욱이 이『운천호종일기』는 피난 중 직접 체험하고 보고들은 사실들을 그대로 기록하였으며, 사생활은 물론 국가의 정치, 군사, 외교 등 각 방면에 걸친 귀중한 자료이다.

## 참고 자료
- 김용 호종일기 - 국가유산청 국가유산포털